# Под венком лесной ромашки
«Под венком лесной ромашки», «Рыбак» — стихотворение русского поэта Сергея Есенина (1895—1925), написанное в 1911 году.
Поэтическое произведение, построенная как народная песня и как романс, стало исполняться как песня (автор музыки и исполнитель Алексей Николаевич Покровский). А так же композитор Алексей Львович Ларин (р.1954) пишет одноименное произведение для женского хора.

## История создания
Датируется 1911 годом в соответствии с авторской пометой, сделанной в наборной рукописи первого-третьего томов «Собрания стихотворений», подготовленного автором в 1925 году.
Автограф был описан И. В. Евдокимовым в 1926 году; местонахождение неизвестно. Сохранилась копия, сделанная И. А. Белоусовым (хранится в Российском государственном архиве литературы и искусства). Копия сделана по новой орфографии, то есть после 1918 года.
Автограф не был датирован. По мнению А. А. Козловского, комментатора полного собрания сочинений Сергея Есенина, автограф предположительно может быть отнесён к 1914 году.

## Публикации
Есенин С. А. «Под венком лесной ромашки» // Есенин С. А. Полное собрание сочинений: В 7 т. — М.: Наука; Голос, 1995—2002. Т. 1. Стихотворения. — 1995. — С. 19. Электронная публикация:	ФЭБ. Адрес ресурса:	http://feb-web.ru/feb/esenin/texts/es1/es1-019-.htm Архивная копия от 2 июня 2021 на Wayback Machine
Опубликовано в журнале «Голос жизни» (1915, № 17, 22 апреля, с. 13) вместе со стихотворениями «Тёмна ноченька, не спится…», «В хате» и «По дороге идут богомолки…». Это была первая крупная публикация Есенина в столичной печати (в том же апреле в «Новом журнале для всех» было напечатано «Зашумели над затоном тростники…», а в журнале «Задушевное слово» — «Черёмуха»). Значимость апрельской публикации возросла ещё и тем, что она появилась в сопровождении статьи З. Н. Гиппиус (напечатана под псевдонимом Роман Аренский) «Земля и камень» (Козловский 1995, с. 441).
Зинаида Гиппиус писала: «В стихах Есенина пленяет какая-то „сказанность“ слов, слитость звука и значения, которая дает ощущение простоты. Если мы больше и чаще смотрим на слова (в книгах), чем слышим их звуки, — мастерство стиха приходит после долгой работы; трудно освободиться от „лишних“ слов. Тут же мастерство как будто данное: никаких лишних слов нет, а просто есть те, которые есть, точные, друг друга определяющие. Важен конечно талант; но я сейчас не говорю о личном таланте; замечательно, что при таком отсутствии прямой, непосредственной связи с литературой, при такой разностильности Есенин — настоящий, современный поэт» («Голос жизни», 1915, № 17, 22 апреля, С. 12).

## Сюжет
Лирический герой «напевно, легко и откровенно» (Чернова 2013, с. 103) ведёт свою историю от первого лица. Историй две: бытовая — разлука с «милашкой» (будущей невестой? — для неё обручальное кольцо, утерянное в речке), затем измена возлюбленной («у милашки новый друг»), и лирическая — венчание с речкой (самоутопление, вслед за утоплением кольца в волне).

## Исследование произведения
Юношеские стихотворения Есенина, в том числе «Под венком лесной ромашки…», создавались главным образом на песенной основе. Кандидат филологических наук Е. Ю. Дрожжина особо выделяет следующие песенные импровизации, написанных традиционным частушечным размером — хореем: «Под венком лесной ромашки…» (1911), «Темна ноченька, не спится…» (1911), «Хороша была Танюша, краше не было в селе…» (1911), «Заиграй, сыграй, тальяночка, малиновы меха…» (1912), «Подражанье песне» (1910). В них исследовательница видит характерные для песенного жанра образы, мотивы, сюжетно-композиционные линии (Дрожжина 2016, С.99). З. С. М. Биджиева в стихотворениях «Подражание песне», «Под венком лесной ромашки», «Хороша была Танюша…», «Заиграй, сыграй, тальяночка…» выделяет тяготение поэта к форме и мотивам устного народного творчества, традиционно-фольклорные выражения «лиходейская разлука», как «коварная свекровь» (Биджиева 2019, С. 34).
В то же время в стихотворении, как обратила внимание Е. В. Чернова, «мелодично перекликаются фольклорные мотивы традиционных жанров (сказки, лирической песни) и голос „новой песни“, … городского романса и новой баллады… Лирический сюжет стихотворения, посвященного теме любви, организуют яркие жанровые маркеры романса: мотив разлуки, измены, самоубийства… Есенин не следует слепо канону жанра, а смягчает диктуемую мотивной структурой „жестокость“ романса стилистическими средствами традиционной народной поэзии, её символами и образами» (Чернова 2013, С. 103—104). Среди таких переплетений старой и новой песни: мотив «потеря кольца = потеря любви»; мотив самоубийства (там же).